# Reuschenberger Mühle

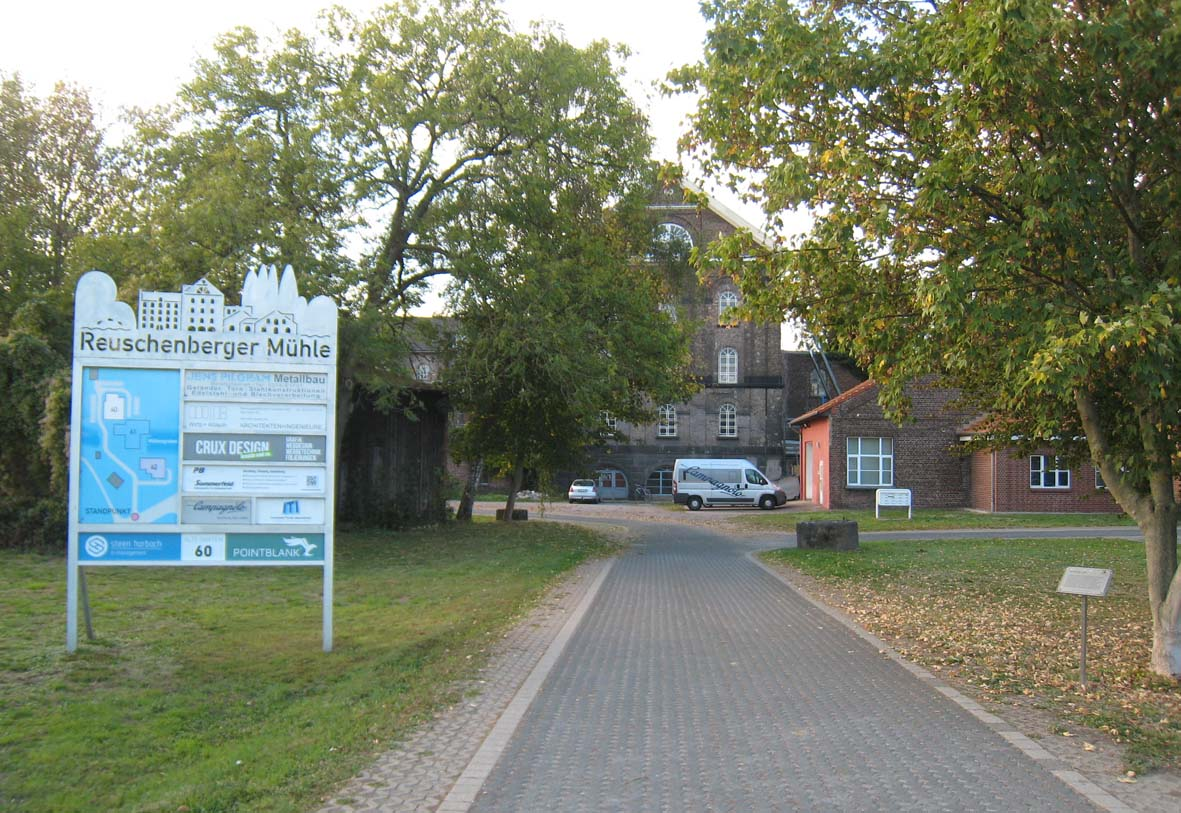
Die Reuschenberger Mühle

Die Reuschenberger Mühle ist ein altes Mühlengebäude im Stadtteil Bürrig von Leverkusen. Die Adresse lautet Alte Garten 60.

## Beschreibung

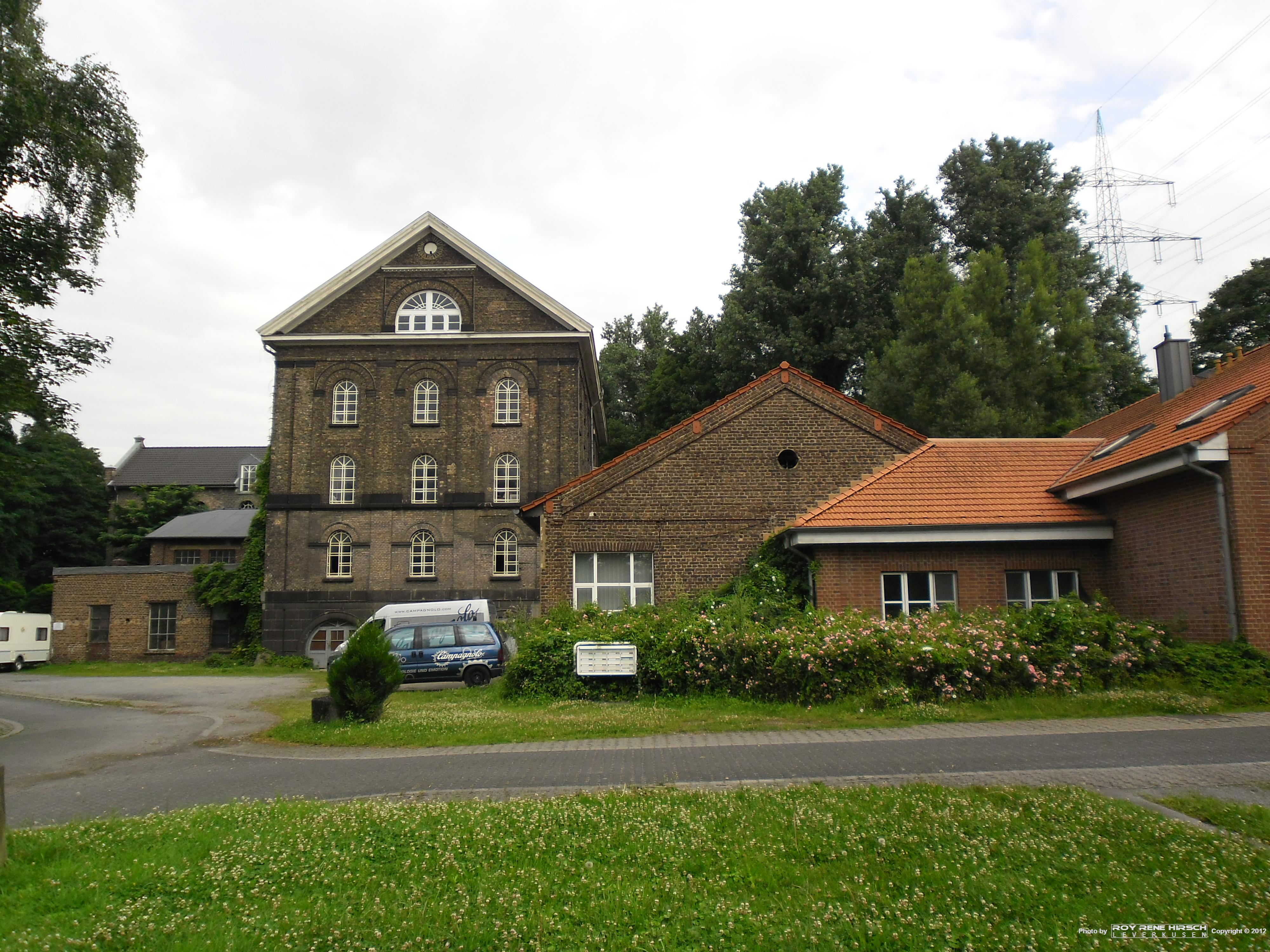
Das Mühlengebäude

Die Reuschenberger Mühle stammt aus der Mitte des 19. Jahrhunderts. Das Mühlengebäude wurde 1847 als sogenannte Kunstmühle auf dem höchsten Stand der Technik mit Turbinenantrieb errichtet. An diesem Standort stand vorher eine Mühle, die 1477 gebaut worden war. Von 1881 bis 1932 wurde sie als Papiermühle genutzt. Das Hauptgebäude wurde aus Backstein mit spätklassizistischer Gliederung und Rundbogenfenstern errichtet. Die Decken im Innern werden von gusseisernen Säulen getragen. Das Industriegebäude ist von innen mit einem repräsentativen Wohnhaus unter gleichem Dach verbunden.
Im Laufe der Jahre erfolgten Erweiterungen durch Nebengebäude zu einem Industriekomplex. Heute befinden sich hier Büroeinrichtungen für verschiedene Unternehmen und kleinere Werkstätten. Teile der Anlage werden auch zu Wohnzwecken genutzt.
Das auf dem Gelände befindliche Graben- und Kanalsystem mit Wehren ist bis heute in Betrieb. Damit wird eine Wasserkraftanlage betrieben, die jährlich 1,6 Millionen kWh Strom erzeugt.

## Baudenkmal
Die Reuschenberger Mühle wurde am 28. Mai 1985 als Baudenkmal unter Nr. 172 in die Liste der Baudenkmäler in Leverkusen eingetragen.